# Jean Rousseau (homme politique, 1961)
Pour les articles homonymes, voir Jean Rousseau et Rousseau.
Jean Rousseau, né le 23 juin 1961 à Asbestos, est un homme politique canadien, député de la circonscription de Compton—Stanstead à la Chambre des communes du Canada, sous l'étiquette du Nouveau Parti démocratique, de mai 2011 à octobre 2015.

## Biographie
Il est musicien auteur compositeur interprète depuis près de 40 ans. Il est diplômé en relations industrielles de l’Université Laval en 2006 et est conseiller en relations industrielles agréé depuis 2009. 

### Carrière politique
Il est candidat aux élections de 2008.
Lors de l'élection du 2 mai 2011, il est élu député fédéral néo-démocrate dans la circonscription de Compton—Stanstead, défaisant la députée bloquiste sortante France Bonsant. Il est nommé porte-parole adjoint de l'opposition officielle en matière d'agriculture et agro-alimentaire de juin 2011 à avril 2012, puis pour l'Agence de développement économique du Canada pour les régions du Québec d'avril 2012 à août 2013.
Lors de l'élection de 2015, il se représente dans Compton—Stanstead et est défait par la libérale Marie-Claude Bibeau.
En 2016, il quitte le Nouveau Parti démocratique et se joint au Parti vert du Canada, dont il devient le porte-parole en matière d'agriculture. Il est candidat de ce parti dans Compton—Stanstead pour les élections de 2019.

## Résultats électoraux
|       | Candidat                   | Parti          | # de voix | % des voix |
|       | Sandrine Gressard Bélanger | Conservateur   | +05 982,  | 11,81 %    |
|       | (sortant) France Bonsant   | Bloc québécois | +13 179,  | 26,03 %    |
|       | William Hogg               | Libéral        | +06 132,  | 12,11 %    |
|       | Jean Rousseau              | NPD            | +24 097,  | 47,59 %    |
|       | Gary Caldwell              | Vert           | +01 241,  | 2,45 %     |
| Total | Total                      | Total          | 50 631    | 100 %      |

|       | Candidat                  | Parti          | # de voix | % des voix |
|       | Michel Gagné              | Conservateur   | +09 445,  | 19,44 %    |
|       | France Bonsant (sortante) | Bloc québécois | +20 332,  | 41,86 %    |
|       | William Hogg              | Libéral        | +10 946,  | 22,53 %    |
|       | Jean Rousseau             | NPD            | +05 483,  | 11,29 %    |
|       | Gary Caldwell             | Vert           | +02 368,  | 4,88 %     |
| Total | Total                     | Total          | 48 574    | 100 %      |